# Стадион Ајзак
Стадион Ајзак је вишенамески стадион у главном граду вилајета Западни Бахр ел Газал, Ваву у Јужном Судану. Своје утакмице на њему игра локални клуб ФК Раџа Салам. Капацитет стадиона је 3.000 места